# Association Sportive d'Arta/Solar 7
A Association Sportive d'Arta/Solar 7 é um clube de futebol do Djibouti, com sede em Arta. Foi fundado em 1980, como AS Chemin de Fer Djibouto-Ethiopien. Disputa atualmente o Championnat National de la Première Division, correspondente ao escalão máximo do futebol no país, onde venceu 5 edições, além de ter conquistado 7 Copas nacionais e 2 Supercopas. Em nível continental, fizeram sua estreia em 2018–19, quando participou da Copa das Confederações da CAF - foram eliminados na primeira fase pelo Kariobangi Sharks (Quênia).
Em 2020, surpreendeu ao anunciar a contratação do volante camaronês Alexandre Song (ex-Arsenal e Barcelona).
Manda seus jogos no Stade El Hadj Hassan Gouled, com capacidade para 20 mil lugares. Suas cores são azul e branco.

## Elenco atual
5 de novembro de 2021

Nota: Bandeiras indicam equipe nacional, conforme definido pelas regras de elegibilidade da FIFA. Os jogadores podem ter mais de uma nacionalidade não-FIFA.
| N.º |          | Posição | Jogador                 |
| --- | -------- | ------- | ----------------------- |
| 1   | Uganda   | G       | Sulait Luyima           |
| 3   | Djibouti | D       | Fouad Moussa            |
| 5   | Djibouti | D       | Moussa Fahmi            |
| 6   | Djibouti | M       | Ahmed Mohamed Aden      |
| 12  | Djibouti | D       | Yabe Siad               |
| 13  | Djibouti | M       | Doualeh Mahamoud Elabeh |
| 17  | Camarões | M       | Alexandre Song          |
| 18  | Djibouti | A       | Samuel Akinbinu         |
| 23  | Gana     | A       | Gabriel Dadzie          |
| 25  | Nigéria  | D       | Sodiq Suraj             |
| 26  | Djibouti | D       | Daoud Wais              |
| 28  | Camarões | D       | Dany Nounkeu            |
|     | Camarões | G       | Idriss Carlos Kameni    |

| N.º |                | Posição | Jogador                   |
| --- | -------------- | ------- | ------------------------- |
|     | Djibouti       | G       | Nouman Abdourahman Mohame |
|     | Djibouti       | D       | Abchir Houssein           |
|     | Djibouti       | D       | Moussa Saad Salah         |
|     | Djibouti       | D       | Mohamed Omar Arab         |
|     | Burquina Fasso | M       | Alain Traoré              |
|     | Djibouti       | M       | Khalid Osman Elmi         |
|     | Djibouti       | M       | Ibrahim Ali Mohamed       |
|     | Djibouti       | M       | Said Mohamed Hassan       |
|     | Senegal        | A       | Diafra Sakho              |
|     | Djibouti       | A       | Mouhoumed Ahmed-Id        |
|     | Djibouti       | A       | Mourad Abdoulkader        |
|     | Djibouti       | A       | Mourad Mohamed Omar       |
|     | Djibouti       | A       | Aboubaker Nour Moumin     |

## Mudanças de nome
- 1980–2006: AS Chemin de Fer Djibouto-Ethiopien
- 2007–2014: AS CDE-Compagnie Colas
- 2015–2016: AS CDE/Arta
- 2016–2017: AS Arta/SIHD (Société internationale des hydrocarbures de Djibouti)
- Desde 2018: AS Arta/Solar 7

## Títulos
- Championnat National de la Première Division: 1988, 2000, 2005, 2007, 2021, 2022, 2024
- Copa do Djibouti: 1992, 2001, 2004, 2008, 2019, 2020
- Super Coupe de Djibouti: 2001, 2019